# Seznam viceprezidentů Zambie
Toto je seznam viceprezidentů Zambie: 
- Reuben Chitandika Kamanga (1964–1967)
- Simon Mwansa Kapwepwe (1967–1970)
- Mainza Mathias Chona (1970–1973)
- Levy Patrick Mwanawasa (1991–1994)
- Godfrey Miyanda (1994–1997)
- Christon Tembo (1997–2001)
- Enoch P. Kavindele (2001–2003)
- Nevers Mumba (2003–2004)
- Lupando Katoloshi Mwape (2004–2006)
- Rupiah Bwezani Banda (2006–2008)
- George Kunda (2008–2011)
- Guy Scott (2011–2014)
- Inonge Wina (2015–2021)
- Mutale Nalumango (od 2021)